# Charles Koch
Charles de Ganahl Koch (* 1. listopadu 1935 Wichita, Kansas) je americký podnikatel. Je spoluvlastníkem a od roku 1967 výkonným ředitelem amerického konglomerátu Koch Industries. Ve společnosti vlastní 42 % podíl, stejný podíl drží jeho bratr David Koch. Společnost zdědili po svém otci.
V roce 2018 ho časopis Forbes označil za 8. nejbohatšího na světě s hodnotou majetku 60 mld. USD. O své obchodní filozofii publikoval několik knih. Podporuje různé pravicové think tanky, byl například jedním ze zakladatelů Cato Institute. Finanční podpořil též několik republikánských politiků, libertariánských skupin a různé charitativní a kulturní instituce. Časopis Forbes ho v roce 2018 zařadil na 14. místo v žebříčku největších amerických dárců, když pouze v roce 2017 věnoval na dobročinné účely 189 mil. USD.
Narodil se do bohaté rodiny, byl jedním ze čtyř bratrů. Studoval na několika soukromých středních školách a na Massachusettském technologickém institutu (MIT). Obdržel bakalářský diplom (B.S.) v obecném inženýrství v roce 1957, magisterský (M.S.) v jaderném inženýrství v roce 1958 a druhý magisterský ve stavebním inženýrství v roce 1960. Zaměřoval se na studium rafinace ropy. Po studiích pracoval krátce ve společnosti Arthur D. Little. V roce 1961 začal pracovat ve firmě svého otce, po jeho smrti firmu převzal, stal se jejím ředitelem a na památku svého otce jí přejmenoval z Rock Island Oil & Refining Company na Koch Industries. V kanceláři tráví 12 hodin denně, pracuje i o víkendech. Od roku 1972 je ženatý, se svou manželkou Liz mají dvě děti.